# ارجنگ
ارجنگ(به انگلیسی: Rhamnus purshiana) از گیاهان بومی آمریکای شمالی است(جنوب بریتیش کلمبیا، جنوب به کالیفرنیای مرکزی و شرق تا شمال غربی مونتانا). در گذشته، بومیان امریکا از پوست این درخت به عنوان ملین استفاده می‌کرده‌اند. چیزی نگذشت که ارجنگ به صورت یک دارو در دسترس همه قرار گرفت و از آن در مداوای یبوستهای مزمن و کهنه استفاده شد.
عصارهٔ این گیاه هنوز هم به عنوان یک داروی ملین به کار می‌رود، اما گیاه پزشکان پوست خشک درخت را ترجیح می‌دهند، زیرا اعتقاد دارند که استفاده مستقیم از پوست خشک درخت، ماهیچه‌های روده را تقویت می‌کند.

## زیستگاه طبیعی
ارجنگ درخت بومی آمریکای شمالی می‌باشد، و به صورت خودرو در مناطق کوهستانی ایالت‌های واقع در غرب اقیانوس آرام یافت می‌شود.

## مشخصات ظاهری
درختی است که در زمستان برگ‌های آن می‌ریزد و طولش به ۸ متر می‌رسد. پوست آن به رنگ مغز بادام است که با گلسنگ سفید – خاکستری پوشیده شده‌است. برگ‌های بیضی شکل آن به رنگ سبز تیره به صورت خوشه در انتهای شاخه‌ها می‌رویند. در بهار، گل‌های کوچک متمایل به رنگ سبز در آذین‌های چتری ظاهر شده و بعداً تبدیل به میوه‌هایی به اندازه لوبیا می‌شوند و هنگام رسیدن از قرمز به سیاهی می‌گرایند.